# Нахалівка
Нахалівка (крим. Nahalivka) — скасоване селище в Нахімовському районі міста Севастополя, зараз — район на півночі Севастополя.
З 7 вересня 2023 року місцевість передана до Бахчисарайського району Автономної Республіки Крим, однак, вона досі не має статусу окремого населеного пункту.
Основні магістралі: Річкова вулиця, Річковий провулок.